# Trézéguet (futbolista egipcio)
Mahmoud Ahmed Ibrahim Hassan (en árabe: محمود احمد ابراهيم حسن‎; Kafr el Sheij, 1 de octubre de 1994), popularmente conocido como Trézéguet, es un futbolista egipcio que juega como mediocampista en el Al-Ahly y en la selección nacional de Egipto. Le debe su sobrenombre al exfutbolista francoargentino David Trezeguet.

## Clubes
| Club                                 | País       | Año       |
| ------------------------------------ | ---------- | --------- |
| Al-Ahly                              | Egipto     | 2012-2016 |
| R. S. C. Anderlecht (préstamo)       | Bélgica    | 2015-2016 |
| R. S. C. Anderlecht                  | Bélgica    | 2016-2018 |
| Royal Excel Mouscron (préstamo)      | Bélgica    | 2016-2017 |
| Kasımpaşa S. K. (préstamo)           | Turquía    | 2017-2018 |
| Kasımpaşa S. K.                      | Turquía    | 2018-2019 |
| Aston Villa F. C.                    | Inglaterra | 2019-2022 |
| Estambul Başakşehir F. K. (préstamo) | Turquía    | 2022      |
| Trabzonspor                          | Turquía    | 2022-2025 |
| Al-Rayyan S. C. (préstamo)           | Catar      | 2024-2025 |
| Al-Ahly                              | Egipto     | 2025-     |

## Palmarés

### Títulos nacionales
| Título               | Club        | País    | Año  |
| -------------------- | ----------- | ------- | ---- |
| Supercopa de Egipto  | Al-Ahly     | Egipto  | 2012 |
| Premier League       | Al-Ahly     | Egipto  | 2014 |
| Supercopa de Egipto  | Al-Ahly     | Egipto  | 2014 |
| Supercopa de Turquía | Trabzonspor | Turquía | 2022 |

### Títulos internacionales
| Título                       | Club    | País   | Año  |
| ---------------------------- | ------- | ------ | ---- |
| Liga de Campeones de la CAF  | Al-Ahly | Egipto | 2012 |
| Supercopa de la CAF          | Al-Ahly | Egipto | 2013 |
| Liga de Campeones de la CAF  | Al-Ahly | Egipto | 2013 |
| Supercopa de la CAF          | Al-Ahly | Egipto | 2014 |
| Copa Confederación de la CAF | Al-Ahly | Egipto | 2014 |